# حباب میسیسیپی (رمان)
حباب میسیسیپی (انگلیسی: The Mississippi Bubble) رمانی تاریخی اثر امرسون هاف است که در سال ۱۹۰۲ در آمریکا منتشر شد. این اثر، یکی از موفق‌ترین کارهای نویسنده و چهارمین رمان پرفروش سال ۱۹۰۲ در آمریکا بود. این رمان، به داستان حباب میسیسیپی و جان لا می‌پردازد.